# Überseering-Entscheidung
Die Überseering-Entscheidung ist ein Urteil des Europäischen Gerichtshofs (EuGH) (Rechtssache C-208/00) vom 9. März 1999 zur Niederlassungsfreiheit (Artikel 49 AEUV) innerhalb der Europäischen Union. Sie reiht sich als zweite Grundsatz-Entscheidung in die Entscheidungstrilogie Centros/Überseering/Inspire Art zur grenzüberschreitenden Verwaltungssitzverlegung innerhalb der Europäischen Union ein.

## Sachverhalt
Die Überseering BV war eine Kapitalgesellschaft nach niederländischem Recht, welche in Deutschland zwei Grundstücke erwarb und die Nordic Construction Company Baumanagement GmbH (NCC) mit der Sanierung darauf befindlicher Gebäude beauftragte. Nach Leistungserbringung durch die NCC GmbH machte die Überseering BV Mängelgewährleistungsansprüche klageweise geltend.
Das erstinstanzlich zuständige deutsche Landgericht wies die Klage ab, die Berufung vor dem Oberlandesgericht Düsseldorf wurde abgewiesen. Der Bundesgerichtshof wollte dem folgen, legte jedoch aufgrund Bedenken mit der Vereinbarkeit des Urteils mit der Niederlassungsfreiheit (Artikel 49 AEUV) die Rechtsfrage dem EuGH vor. Nach der bisherigen ständigen deutschen höchstrichterlichen Rechtsprechung bestimmte sich die Rechtsfähigkeit nach dem Recht des Staates, an dem die Gesellschaft ihren tatsächlichen Verwaltungssitz hat (Sitztheorie). Bei Verlegung des Verwaltungssitzes einer nach ausländischem Recht gegründeten Gesellschaft in die Bundesrepublik Deutschland sei diese damit weder rechts- noch parteifähig, es sei denn, sie gründe sich nach den deutschen Gründungsvorschriften neu (Rechtsverweigerungstheorie). Der Bundesgerichtshof argumentierte, dies sei zum Zwecke der Rechtssicherheit, des Gläubigerschutzes (Mindestkapital), des Schutzes vor Wettbewerbsverzerrungen, von Minderheitsgesellschaftern und Arbeitnehmern gerechtfertigt.

## Das Urteil des EuGH
Die Inanspruchnahme der Niederlassungsfreiheit setze zwingend die Anerkennung der Gesellschaft durch alle Mitgliedstaaten voraus, in denen sie sich niederlassen wollen. Die Weigerung der deutschen Gerichte, die Rechts- und Parteifähigkeit einer nach dem Recht eines anderen Mitgliedsstaates wirksam gegründeten Gesellschaft anzuerkennen, lasse der Gesellschaft keine andere Wahl, als sich in Deutschland neu zu gründen, und komme somit einer Negierung der Niederlassungsfreiheit gleich. Eine solche Negierung der Niederlassungsfreiheit sei nicht zu rechtfertigen, sodass die Überseering BV in ihrer Niederlassungsfreiheit verletzt sei.